# Hiperprolactinemia
La hiperprolactinemia es el aumento inapropiado de los niveles de la hormona prolactina en sangre. 
Algunos de las alteraciones que provocan hiperprolactinemia son el déficit dopaminérgico en el Encéfalo o un tumor hipofisiario.

La hiperprolactinemia provoca los siguientes trastornos: en la mujer Amenorrea, galactorrea, hirsutismo; en el hombre: Disfunción eréctil, oligospermia; en ambos: Infertilidad y disminución de la libido

## Características
Las causas de la hiperprolactinemia se pueden dividir en causas fisiológicas, patológicas y farmacológicas.

Algunos de los trastornos que provocan hiperprolactinemia son el déficit dopaminérgico en el cerebro o un tumor hipofisiario llamado Prolactinoma.

### Prolactina
La prolactina (PRL) es una hormona de tipo Esteroide sexual, que cumple un papel fundamental durante la lactancia materna. 

La PRL también es segregada en sitios fuera de la hipófisis, incluidos el endometrio, el miometrio, la decidua, las células inmunitarias, el cerebro, la glándula mamaria, la próstata, la piel y el tejido adiposo, actuando como una molécula de señalización a nivel paracrina/autocrina, y localmente como factor promotor del crecimiento.
La Prolactina (PRL) es liberada a la sangre principalmente por la hipófisis como consecuencia de diversos estímulos como estrógenos, estrés, lactancia materna, sueño, y es inhibida por la dopamina del hipotálamo.

La secreción de PRL por la glándula hipófisis tiene un ritmo circadiano con niveles más altos durante el sueño y más bajos durante la vigilia. También se observan concentraciones aumentadas durante la ovulación.

La síntesis y secreción de PRL se regula a través de Factores hipotalámicos inhibidores y liberadores. Varias hormonas y neuropéptidos parecen  promover la liberación de PRL, incluida la hormona liberadora de tirotropina (TRH), los opioides endógenos, la oxitocina, la serotonina, la vasopresina, el polipéptido intestinal vasoactivo (VIP), la neurotensina, la galanina y el salsolinol. Aún no se ha identificado un factor liberador de PRL fisiológico específico.

## Signos y Síntomas
Las manifestaciones clínicas de la hiperprolactinemia se relacionan principalmente con el sistema reproductivo.
Cuando la cantidad de prolactina sérica excede el límite superior, se denomina hiperprolactinemia.

Por lo general, los niveles normales de PRL son: 
- <20 µg/L en hombres y <25 µg/L en mujeres,[2]
- <625 mU/litro en mujeres y <375 mU/litro en varones.
- 25 nanogramos ng/mL en mujeres y 20 ng/mL en hombres cuando es usado el World Health Organization Standard 84/500 y 1 ng/mL es equivalente a 21.2 mIU/L.[6]

| Concentración   |                 |                | Interpretación |
| nanogramo ng/mL | microgramo µg/L | mIU/L          |                |
| 32-94 ng/mL     | 32-94 µg/L      | 700-2000 mIU/L | Leve           |
|                 | 95-235 µg/L     | 2000-5000      | Significativa  |
|                 | >240 µg/L       | >5000          | Severa         |

Concentraciones superiores a 100 ng/mL se presentan en la hiperprolactinemia inducida por drogas, estrógenos, causas idiopáticas. En un adenoma hipofisario secretor de prolactina se  detectan concentraciones elevadas de prolactina, usualmente >5 veces el nivel normal, en ocasiones mucho más altos. Las concentraciones de 250 ng/mL usualmente indican la presencia de un macroprolactinoma.

Prolactina miliunidades (mU/L) de 700-2000: Leve hiperprolactinemia, de 2000-5000: Significativa, >5000: Severa hiperprolactinemia
Las pautas hasta 2019 establecían que la PRL sérica se puede extraer en cualquier momento del día. Se debe evitar el ejercicio y la estimulación del pezón durante al menos 30 minutos antes de la prueba.
En casos de PRL levemente elevada, el muestreo podría repetirse a intervalos de 15 a 20 minutos para tener en cuenta la pulsatilidad normal.
En la mayoría de los individuos, la mayor parte de la PRL sérica (~85 %) es monomérica, pero en otros hay una preponderancia de macroprolactina, denominada macroprolactinemia. La prevalencia de macroprolactinemia entre los casos con hiperprolactinemia se reporta entre 4% y 40%.

### En la mujer
- Infertilidad
- Amenorrea
- Galactorrea
- Disminución de la libido
- Hirsutismo

La prolactina sérica superior a 100 ng/100 ml tendrá hipogonadismo evidente con la presentación de amenorrea, sofocos y sequedad vaginal. La prolactina sérica entre 50 y 100 ng/100 ml puede causar amenorrea u oligomenorrea y la prolactina sérica entre 20 y 50 ng/100 ml solo puede acortar la fase lútea debido a la secreción insuficiente de progesterona.

### En el hombre
- Disfunción eréctil
- Disminución de la libido
- Oligospermia
- Fatiga
- ginecomastia

## Trastornos ovulatorios
La hiperprolactinemia afecta al 15 % de las mujeres con amenorrea u oligomenorrea, y al 33 % de las pacientes con infertilidad. Hasta un 25 % de pacientes con síndrome de ovario poliquístico (SOP) presentan hiperprolactinemia. En estas mujeres, la hiperprolactinemia parece ser consecuencia del incremento de la secreción de estrógenos. Los niveles elevados de prolactina inhiben la actividad GnRH por interacción con el sistema dopaminérgico e hipotalámico con irregularidades menstruales o infertilidad debido a anovulación crónica o defectos en la fase lútea.

## Tratamiento
En cuanto al tratamiento de la hiperprolactinemia, es dependiente de la causa. No necesitan tratamiento ciertas personas con un alto nivel de prolactina que presenten pocos o ninguna señal o síntoma.

Las opciones para el tratamiento de tumores incluyen:
- Medicamentos recetados. La bromocriptina y la cabergolina disminuyen la producción de prolactina. Los medicamentos funcionan bien en la mayoría de las personas con prolactinomas y son los más utilizados en casos de tumores con un tamaño inferior a 10mm.
- Cirugía para extraer el tumor. Se puede recurrir a la cirugía si los medicamentos no son eficaces. A veces, se requiere cirugía si el tumor está afectando la vista, y sobre todo cuando tenemos tamaños grandes, es decir 10 mm o superior a este.
- Radiación. En casos poco comunes, si los medicamentos y la cirugía no han surtido efecto, se usa radiación para reducir el tumor.
La bromocriptina y la cabergolina también se usan para tratar la hiperprolactinemia de causa desconocida. El hipotiroidismo se trata con una hormona tiroidea sintética, que debe hacer que el nivel de prolactina vuelva a ser normal. Si la causa del alto nivel de prolactina son medicamentos recetados, se puede optar por otros tipos de medicamentos

## Etiología
- Tumores de la hipófisis
- Drogas
- Antagonistas del receptor de la dopamina
- Depletadores de dopamina
- Estrógenos
  - Hipotiroidismo primario (TRH)
  - Compresión del Tallo de la hipófisis.

## Epónimos históricos
En 1932, los médicos argentinos Juan Carlos Ahumada y Enrique B. del Castillo publicaron en el Boletín de la Sociedad Argentina de Ginecología y Obstetricia el caso de una paciente con amenorrea y galactorrea, síntomas de insuficiencia estrogénica y ausencia de gonadotropinas urinarias. Casi veinte años después, en 1951, los médicos estadounidenses Anne Poppenheimer Forbes y Fuller Albright presentaron un caso prácticamente idéntico en una reunión de la Asociación Estadounidense para el Estudio de las Secreciones Internas; el resumen de esta ponencia se publicó en una revista de difusión mundial, The Journal of Clinical Endocrinology. Unos meses después, J. Argonz y Enrique B. del Castillo enviaban a esta misma revista una réplica en la que, además de señalar la primacía de Ahumada y Del Castillo, presentaban cuatro casos más, de entre los muchos ya estudiados en el servicio de endocrinología del Hospital Rivadavia.
No son muy claras las diferencias entre el síndrome de Ahumada-Del Castillo y el síndrome de amenorrea y galactorrea que se manifiesta tras un parto, conocido como síndrome de Chiari-Frommel.
Los siguientes tres síndromes de amenorrea-galactorrea se establecieron antes de que los niveles de prolactina se pudieran medir de manera confiable:
- Síndrome de Ahumada-Del Castillo, que se refiere a la asociación de la galactorrea y la amenorrea no asociadas con el embarazo. Existe deficiencia de estrógenos y niveles de gonadotropina urinaria disminuidos.[13]
  - Síndrome de Del Castillo
  - Síndrome de Argonz-Del Castillo
  - Síndrome de Argonz-Ahumada-Del Castillo
  - Síndrome de Argonz-Del Castillo-Ahumada
  - Síndrome de Chiari II
  - Síndrome de Chiari-Frommel
  - Síndrome de Forbes-Albright
  - Síndrome de Forbes
  - Enfermedad de Frommel
- Síndrome de Chiari-Frommel, que se refiere a la galactorrea y la amenorrea posparto persistentes.[14]
- Síndrome de Forbes-Albright, que se refiere a la galactorrea y la amenorrea asociadas con un tumor de pituitaria.[15]